# Jeřabina
Die Jeřabina (deutsch Haselstein) ist eine Granitgneis-Felsklippe im tschechischen Teil des Erzgebirges.

## Geographie
Die Jeřabina liegt auf dem Erzgebirgskamm zwischen Seiffen/Erzgeb. und der Stadt Litvínov. Sie befindet sich zwei Kilometer südöstlich des Grenzortes Mníšek an der Straße nach Janov. Nördlich erhebt sich der Větrný vrch (799 m). Gegen Osten liegt das Tal der Loupnice mit der Talsperre Janov. Südöstlich liegt Křížatky.

## Geschichte
Da der Haselstein einen weiten Ausblick über den Egergraben bis zum Böhmischen Mittelgebirge bietet, entstand kurz nach der Gründung des Oberleutensdorfer Vereins zur Förderung touristischer und naturhistorischer Zwecke im Erzgebirge und Böhmischen Mittelgebirge im Jahr 1880 der Gedanke zur Errichtung eines Aussichtsturmes. Dies wurde 1884 für 1140 Gulden realisiert und am 9. Oktober – andere Quellen sprechen vom 24. August – weihte der Gebirgsverein einen hölzernen Turm auf dem Haselstein ein. Der auf einem 3 Meter hohen steinernen Podest errichtete überdachte Turm von 11 Meter Höhe war den rauen Witterungsbedingungen nicht gewachsen und wurde bereits zu Beginn der 1890er Jahre schadhaft. Nach weiteren Schäden im Jahr 1908 fehlte dem Gebirgsverein das Geld für die Reparatur, so dass der Turm zunächst geschlossen werden musste, bis die Mittel für seine Instandsetzung gesammelt waren. Während des Ersten Weltkrieges wurde der erneut baufällige Turm zudem ausgeplündert, es verschwanden die Fenster, Türen, die Treppe und der Blitzableiter. Nach einer nochmaligen Reparatur wurde der Turm schließlich dem Verfall überlassen. Nach der Gründung einer Zweigstelle des Klub tschechischer Touristen in Oberleutensdorf führte diese noch im selben Jahr am 4. Oktober 1925 ihren ersten Ausflug auf den Haselstein. Der ruinöse Aussichtsturm stürzte im Januar 1928 während eines Sturmes ein.
Bereits kurz nach Einsturz fasste der Gebirgsverein Brüx-Oberleutensdorf der Entschluss für einen Ersatzbau, der aus Kostengründen nur als einfaches Wetterdach (Altan) über dem steinernen Turmsockel ausgeführt werden sollte. Am 29. September 1929 weihte er die neue Aussichtswarte auf dem Haselstein ein, die nach zwei verdienstvollen Vereinsmitgliedern den Namen Illing-Weber-Warte erhielt. Im Zweiten Weltkrieg wurde auf dem Haselstein zum Schutze des Hydrierwerkes Maltheuern ein Wachposten mit Flugabwehr stationiert.
Die Klippe hatte bis 1945 keinen tschechischen Namen und wurde nach dem Ende des Zweiten Weltkriegs in „Jeřabina“, abgeleitet von jeřáb (Vogelbeere) umbenannt. Der Altan fiel in der Nachkriegszeit dem Vandalismus zum Opfer, so dass nur noch die steinernen Mauern des im Innern über eine angekettete Holzleiter erreichbaren Podestes erhalten blieben, auf dem eine Holzbank aufgestellt wurde. Unterhalb des Podestes wurde später ein Lagerplatz mit Feuerstelle sowie zeitweilig auch einem Tisch und Bänken eingerichtet, der zu einer zunehmenden Vermüllung der Klippe führte. Die Leiter im Podest wurde mehrmals zerstört.

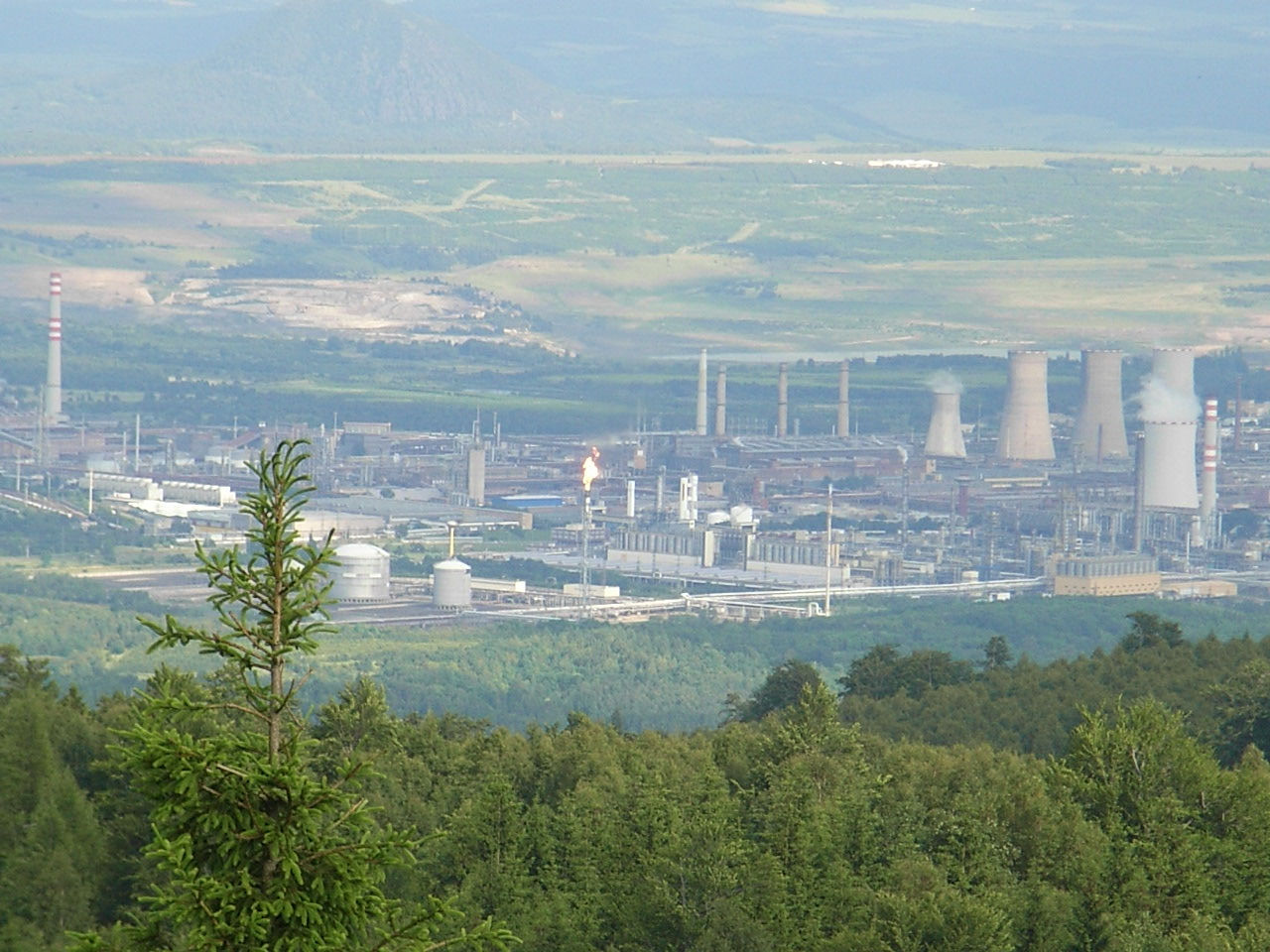
Blick auf die Industrieanlagen von Záluží

Nach der Samtenen Revolution gab es seit den 1990er Jahren Bestrebungen zum Wiederaufbau eines Aussichtsturmes. Im Jahre 2006 hatte die Bürgervereinigung Memento aus Litvínov Pläne für eine Wiederbelebung des Aussichtspunktes, die aber nicht zur Ausführung gelangten. Nachdem auf Initiative des „Sport areál“ Klíny für das Projekt über Sponsoren 500.000 Kronen gewonnen werden konnten, wurde 2008 das Gelände vom Müll befreit. Im Jahre 2009 ließen das „Sport areál“ Klíny und die Stadt Most den Aussichtspunkt mit Unterstützung durch die Unternehmen United Energy a.s. und Emeran 1860 s.r.o. wiederherstellen. Im Mai 2009 wurde mit der Ausholzung, Freilegung und Ausbesserung der verwachsenen Treppenstufen auf den Felsgipfel begonnen. Im Juni 2009 begann der Wiederaufbau des Altans durch die Firma Pavel Císař. Er wurde nach alten Fotografien durch Petra Holubičková seinem Vorgängerbau von 1929 nachgestaltet, seit dem 28. Juni 2009 ist er zugänglich. Unterhalb des Aussichtspunktes wurden Informationstafeln in tschechischer, deutscher und englischer Sprache angebracht.

## Klettergebiet
An der Jeřabina befinden sich mehrere bis zu 15 Meter hohe Felsgebilde. An der nördlichen Spitze der Klippe liegen die Psí hlava (Hundskopf), die Střecha (Dach) und die Vyhlídka (Aussicht), gegen Süden die Pod Rozhlednou und Jeřabinová. Die Psí hlava und das Nepravé skalní okno (Falsche Felsenauge) können auch von Laien bestiegen werden. Im Juni 2004 waren in dem Gebiet 27 Kurzaufstiege mit Schwierigkeitsgraden zwischen III und IV registriert.

## Aussicht
Von der Jeřabina bietet sich eine Panoramasicht. Nördlich sind die Berge um Seiffen sichtbar, gegen Nordosten das Tal der Loupnice und dahinter die Loučná, südöstlich das Industriegebiet im Nordböhmischen Becken und dahinter Teile des Böhmischen Mittelgebirges mit dem Bořeň, der Milešovka, dem Zlatník und dem Ressl sowie im Westen Nová Ves v Horách und der dortige Windpark.

## Wege zum Gipfel
- Eine gelb markierte Wanderroute führt von Mníšek auf der Straße nach Janov bis unter die Jeřabina und endet nach einem kurzen Aufstieg auf der Klippe
- Von der Talsperre Janov führt die rote Wanderroute ebenfalls über die genannte Straße auf die Jeřabina und endet dort ebenfalls.